# كسوف الشمس في 24 يونيو 1778
كسوف الشمس في 24 يونيو 1778 هو كسوف كلي للشمس بدأ في المكسيك وجنوب شرق الولايات المتحدة، وانتهى عبر شمال إفريقيا.

## الكسوفات ذات الصلة
كان جزءا من ساروس الشمسي 133

## روابط خارجية
- رسومات غرافيك من ناسا
- غوغل ماب
- عناصر بيسليان من ناسا
- Mabel Loomis Todd (1900). Total Eclipses of the Sun. Little, Brown. مؤرشف من الأصل في 2022-10-25.
- The Solar Corona in the Eclipse of 24 June 1778 Solar Physics: Volume 216, Numbers 1–2 / September, 2003